# 信託法
信託法（しんたくほう、平成18年12月15日法律第108号）は、信託をめぐる法律関係に関する日本の法律である。
なお、営業の一環として信託を引き受ける行為は特別法である信託業法によって規律される。全271条。

## 沿革
日本において実定法上、信託の制度が定められたのは1905年に制定された担保付社債信託法が初めてのことである。その後、投資家保護のため1922年に信託業法が制定され、これに伴い1921年に信託一般に関する実体法として信託法が制定された（旧信託法）。
旧信託法は制定以来80年余りにわたり実質的な改正が行われなかったが、社会・経済情勢の変化に伴い、信託を用いた多様な金融商品が組成されるようになったほか、福祉・扶養などのための民事信託のニーズも高まってきた。このため2004年に法務大臣から法制審議会に全面改正に関する諮問が発せられ、同年10月1日より2006年1月20日まで法制審議会信託法部会において計30回の会議が開かれた末、2006年2月8日に同審議会総会より法務大臣へ答申（信託法改正要綱）が提出された。同審議会第148回会議の議事概要によれば、「同要綱案は，社会・経済情勢の変化に的確に対応する観点から，受託者の負う忠実義務等の内容を適切な要件の下で合理化すること，受益者が多数に上る信託に対応した意思決定のルール等を定めること，受益権の有価証券化を認めることなどを内容とするものである。」と紹介されている。
答申を受けて2006年3月13日に国会提出された信託法案は可決・公布され、2007年9月30日に施行された。
- 旧信託法公布: 1921年（大正11年）4月21日法律第62号
  - 施行: 1922年（大正12年）1月1日
- 現信託法公布: 2006年（平成18年）12月15日法律第105号
  - 施行: 2007年（平成19年）9月30日

なお、公益法人改革との関連から公益信託については改正が見送られ、旧信託法が「公益信託ニ関スル法律」と題名が変えられた上で、2024年に至るまで旧信託法の規定が適用されていた。2024年に、公益信託ニ関スル法律が全部改正により公益信託に関する法律となり、許可・監督制から認可制へ移行するなどの改正がなされた。

## 概要
- 第1章 総則
- 第2章 信託財産等
- 第3章 受託者等
- 第4章 受益者等
- 第5章 委託者
- 第6章 信託の変更、併合及び分割
- 第7章 信託の終了及び清算
- 第8章 受益証券発行信託の特例
- 第9章 限定責任信託の特例
- 第10章 受益証券発行限定責任信託の特例
- 第11章 受益者の定めのない信託の特例
- 第12章 雑則
- 第13章 罰則
- 附則